# Radio Scoop
Pour les articles homonymes, voir Scoop.
 (juin 2014).
Radio Scoop est une radio basée à Lyon. C'est un réseau de radiodiffusion constitué de cinq antennes actives qui lui permettent de proposer localement une programmation spécifique, et cela dans les secteurs de Lyon, Grenoble, Bourgoin-Jallieu, Saint-Étienne, Clermont-Ferrand, Bourg-en-Bresse et du Puy-en-Velay. D'autres antennes, passives, existent et diffusent les cinq programmes originaux dans plusieurs départements de la région Auvergne-Rhône-Alpes.

## Présentation

### Généralités
Les cinq antennes spécifiques de Radio Scoop sont : 
- Radio Scoop Lyon qui diffuse sur les départements du Rhône et du Nord-Isère.
- Radio Scoop Grenoble qui diffuse sur les départements de la Savoie, Haute-Savoie et de l'Isère. En DAB+
- Radio Scoop Saint-Étienne qui diffuse sur le département de la Loire, de la Haute-Loire et de l'Ardèche.
- Radio Scoop Clermont-Ferrand qui diffuse sur les départements du Puy-de-Dôme et de l'Allier.
- Radio Scoop Bourg-en-Bresse qui diffuse sur le département de l'Ain et dans le sud de la Bourgogne (Mâcon).
- Radio Scoop Gold, à partir de Septembre 2024 dans les Alpes du Sud en FM, ainsi qu'en Provence et Côte d'Azur en DAB+[1].

Cette radio est principalement axée sur la musique (variétés, musique électronique, etc.) mais elle propose également des émissions interactives et des informations.
Elle est partenaire des principaux clubs sportifs de la région :
- l'Olympique lyonnais[2],
- l'AS Saint-Étienne,
- la JL Bourg Basket, dont elle diffuse les matchs en direct et en intégralité sur la webradio "Radio Scoop JL Bourg"[3].
- le FBBP01,
- l'US Bressane,
- l'ASM Clermont Auvergne,
- le Clermont Foot 63,
- l'AS Mâcon.

Elle est actuellement la radio musicale la plus écoutée à Lyon, devant notamment NRJ et sa rivale Radio Espace.

### Identité: slogans
Un ancien slogan est : « La plus lyon des radios »[réf. nécessaire]

## Direction
Alain Liberty fut, jusqu'en 2018, durant 11 ans, le directeur général de Radio Scoop à Lyon.

## Programmation

### Généralités
La programmation musicale de la radio, est axée sur la musique actuelle (hits, pop, electro, variété française et étrangère) mais également des titres golds des années (80's, 90's, 2000's et 2010's).

### Événementiel
- Depuis 2015, Radio Scoop est la radio officielle du salon automobile de Lyon[6].
- Le 22 février 2017, dans le cadre de la Ligue Europa de Football, Radio Scoop a consacré une journée au match opposant le club de Saint-Étienne à Manchester United[7].
- La radio organise un festival de musique estival à l'hippodrome de Feurs depuis 2011[8].

## Diffusion en FM
| Secteur                  | Diffuseur      | Site diffusion                       | Ville d'émission         | Programme local diffusé     | Année de l'attribution de la fréquence |
| ------------------------ | -------------- | ------------------------------------ | ------------------------ | --------------------------- | -------------------------------------- |
| Lyon                     | Auto-diffusion | Mont Cindre 73, route du Mont-Cindre | Saint-Cyr-au-Mont-d'Or   | Radio Scoop Lyon            | 1988                                   |
| Bourg-en-Bresse          | Towercast      | Château d'eau de Bellevue            | Saint-Rémy               | Radio Scoop Bourg-en-Bresse | 1996                                   |
| Saint-Étienne            | Towercast      | Le Guizay                            | La Ricamarie             | Radio Scoop Saint-Étienne   | 1998                                   |
| Balbigny                 | Auto-diffusion | Tour Charette                        | Balbigny                 | Radio Scoop Saint-Étienne   | 2021                                   |
| Clermont-Ferrand         | Towercast      | Château d'eau des Cézeaux            | Aubière                  | Radio Scoop Clermont        | 2002                                   |
| Monistrol-sur-Loire      | TDF            | Chalençon                            | Bas-en-Basset            | Radio Scoop Saint-Étienne   | 2020                                   |
| Le Puy-en-Velay          | Towercast      | Mont Ronzon                          | Vals-près-le-Puy         | Radio Scoop Saint-Étienne   | 2002                                   |
| Vienne                   | Towercast      | 2066, route du Grisard               | Saint-Cyr-sur-le-Rhône   | Radio Scoop Lyon            | 2006                                   |
| Roanne                   | Towercast      | Sainte-Agathe                        | Cherier                  | Radio Scoop Saint-Étienne   | 2000                                   |
| Vichy                    | TDF            | Nantille Chemin de la Montagne Verte | Cusset                   | Radio Scoop Clermont        | 2008                                   |
| Yssingeaux               | Towercast      | Le Faux                              | Mézères                  | Radio Scoop Saint-Étienne   | 2008                                   |
| Mâcon                    | Towercast      | Le Gros Mont                         | La Roche-Vineuse         | Radio Scoop Bourg-en-Bresse | 2008                                   |
| Tarare                   | Auto-diffusion | Le Danguin                           | Tarare                   | Radio Scoop Lyon            | 2011                                   |
| Bellegarde-sur-Valserine | Towercast      | La Forêt                             | Bellegarde-sur-Valserine | Radio Scoop Bourg-en-Bresse | 2011                                   |
| Aubenas                  | Towercast      | Chemin de Grazza Constantine         | Aubenas                  | Radio Scoop Saint-Étienne   | 2011                                   |